# 15 Love
15/Love fue una serie de televisión producida en Canadá, sobre una academia de tenis llamada Cascadia. El programa fue creado por Karen Troubetzkoy y Derek Schreyer. Está rodada en Montreal. Empezó a emitirse en septiembre de 2004.
Existen tres temporadas, pero no hay planes para una cuarta. El tema principal es "Standing All Alone" de Not By Choice.

## Argumento
Más de 90 estudiantes de todo el mundo con un futuro prometedor en el mundo del tenis han de demostrar de lo que son capaces en uno de los centros de alto rendimiento más privilegiados para este deporte. En donde se desarrollara problemas amorosos, deportivos y familiares. Es una serie totalmente juvenil y entretenida por los personajes que aparecen.

## Personajes
- Cody Myers: se podría llamar la protagonista. Es hija de uno de los profesores, por lo que asiste a Cascadia. Ella adora el arte, en especial el arte de la fotografía y se dedica a sacar fotos a sus compañeros tenistas. Tiene una breve relación con Squib. A veces cortan y a veces no. Le encanta Nate Bates, hijo del señor Bates.

- Adena Stiles es la mejor amiga de Tanis y está en cascadia por ella. Es muy presumida. Adena no nació para el tenis, pero está en el campamento por su mejor amiga Megan. Aunque son amigas desde la infancia, sus direcciones son distintas.

- Tanis McTaggart : Solo está en el centro para mejorar su nivel y no le interesa hacer amigos, aunque su estilo atrae muchas miradas y provoca situaciones tensas sobre las otras chicas.

- Sunny Capaduca: Es la estudiante más joven, con 12 años. Es muy consciente en su talento y lo utiliza para sacarle beneficio, sobre todo porque no se integra ya que le tienen envidia y ella es muy insoportable.

- Megan O'connor: Es una chica que entrena con disciplina, cuida su dieta y es la primera que se despiera cada mañana. Es amiga de Adena desde la infancia, aunque no siguen las mismas direcciones. Cuando fue elegida para viajar a un torneo de tenis en Inlglaterra en el avión en que viajaba junto con su compañero Sebastian tuvo un accidente y no hubo supervivientes.En la vida real ella y su compañero de rodaje que actuaba en el papel Sebastian, murieron en un accidente de tráfico.

- ""Gary "Squib" Furlong"": es el tipiclo chico que lo hace todo con el mínimo esfuerzo, e intenta safarse de sus responsabilidades. Se mete en demasiado líos, pero es muy querido por sus amigos.

- ""Sebastian"": es un guaperas paricino. Es pobre en comparación al resto de sus compañeros. Es muy buen tenista y le gusta Megan, aunque tiene sus líos con Adena. Cuando fue elegido para viajar a un torneo de tenis en Inlglaterra en el avión en que viajaba junto con su compañera tuvo un accidente y no hubo supervivientes.En la vida real él y su compañera de rodaje que actuaba en el papel Megan, murieron en un accidente de tráfico.

- Justin Powers: Justin sabe jugar al hokey más que el tenis y las chicas le admiran.

- Cameron White: Le cuesta muchísimo entrar en Cascadia, es muy generoso y se hace muy amigo de Sunny.

- ""Rick Gedes"": es el manitas de cascadia. Es muy odiado por los estudiantes ya que es un chivato. Está enamorado de Coddy.

- Datos: Q777734